# Antonio Aranda Lomeña
Antonio Aranda Lomeña (ur. w grudniu 1942 w Kordobie, zm. 2 listopada 2023) – hiszpański duchowny rzymskokatolicki Prałatury Personalnej Św. Krzyża i Opus Dei.

## Życiorys
Święcenia kapłańskie otrzymał 15 sierpnia 1971. Od 1965 r. jest licencjatem matematyki Uniwersytetu Complutense w Madrycie, a w 1972 otrzymał stopień doktora teologii na Uniwersytecie Nawarry w Pampelunie.
Od 1991 profesor teologii dogmatycznej na Wydziale Teologicznym Uniwersytetu Nawarry. Członek korespondent Królewskiej Akademii Nauk i członek rady naczelnej Hiszpańskiego Towarzystwa Mariologicznego oraz zarządu Instytutu Historycznego św. Josemaría Escrivá de Balaguer. W latach 1994–1998 był dziekanem Wydziału Teologicznego Papieskiego Uniwersytetu św. Krzyża w Rzymie, był redaktorem naczelnym czasopism teologicznych "Scripta Theologica" (1989–1993) i "Annales Theologici" (1995–1998). Polem jego szczególnego zainteresowania jest teologia trynitarna, chrystologia trynitarna i antropologia teologiczna. Zajmuje się teologią duchowości, szczególnie duchowością św. Josemaríi Escrivy de Balaguer. Opublikował dzieła i rozprawy w języku hiszpańskim, włoskim i niemieckim.